# ミュラー管遺残症候群
ミュラー管遺残症候群（ミュラーかんいざんしょうこうぐん、英: Persistent Müllerian duct syndrome; PMDS）または卵管遺残症候群（らんかんいざんしょうこうぐん、英: Persistent oviduct syndrome）とは、一般的なヒトの基準では遺伝的にも身体的にも正常なオスの動物にミュラー管派生物（輸卵管、子宮、膣上部）が存在する状態である。ヒトの場合、PMDSは一般的に常染色体劣性の先天性疾患であり、ミュラー管派生物の存在をして仮性半陰陽の一形態であると考える場合もある。PMDSはヒト以外の動物にもみられる。
典型的な特徴としては、停留精巣と、XYの乳児または成人における小さく未発達な子宮の存在が挙げられる。この病態は通常、抗ミュラー管ホルモン受容体（AMH受容体）の遺伝子の変異による胎児性AMH作用の欠如によって引き起こされるが、標的臓器のAMHに対する不感受性の結果であることもある。

## 徴候・症状
出生後、目に見えるPMDSの最初の徴候として、片側または両側の停留精巣がみられる。停留精巣と共に、鼠径ヘルニアも片側性または両側性でみられる。また成人後は、ホルモンバランスの乱れにより血尿を呈することがある。PMDS1型は鼠径部子宮ヘルニア（そけいぶしきゅうヘルニア）とも呼ばれ、片方の精巣が下降し、輸卵管や時には子宮を鼠径管へ脱出させる。下降した精巣、輸卵管、子宮が全て同側の鼠径管に落ち込み、鼠径ヘルニアを引き起こす。以上のような病態を総称して、交叉性精巣転位（こうさせいせいそうてんい）と呼称する。
生検で採取されたサンプルの中には、精巣組織が未熟で異形成を示すものもある。

## 遺伝子
ホルモンの遺伝子：AMH遺伝子（PMDS1型）またはその受容体の遺伝子：AMHR2遺伝子（PMDS2型）の変異がPMDSの主な原因である。AMHはミュラー管抑制物質と呼ばれることもあり、生涯を通じてセルトリ細胞から分泌される。AMHはミュラー管を退行させる働きがあるため、胎児期には必要不可欠な物質である。のみならず、AMHは妊娠後期、出生後、そして成人期においても、微量ながら機能している。男性のセルトリ細胞は、Y染色体の存在によってAMHを分泌する。
生殖発生におけるAMH 遺伝子の役割は、男性の性分化に寄与する蛋白質の産生である。雄性胎児の発育中、AMH蛋白質は精巣内の細胞から分泌される。AMHは、ミュラー管表面の細胞に存在するAMH2型受容体に結合する。AMHがミュラー管上の受容体に結合すると、ミュラー管細胞のアポトーシスが誘導されるため、男性ではミュラー管が退縮する。しかし、胎児の発育過程でAMHタンパク質を産生しない雌性胎児の場合、ミュラー管はやがて正常な子宮と卵管に成熟する。AMH遺伝子の突然変異（PMDS1型）では、AMHが産生されないか、量が不足するか、活性がないか、男性への分化期と異なる時期に分泌されるかのいずれかである。
AMHR2は、AMHが結合する受容体である。AMHR2 遺伝子に変異があると、AMH分子がレセプターに結合したときに正しく相互作用できなくなる。あるいは、AMH分子が結合する受容体が生成されない。AMHR2の変異は、適切な男性性分化に不可欠である。PMDSの遺伝的変異の原因は、抗ミュラー管2型受容体遺伝子の27塩基対の欠失である。この欠失は、一方の対立遺伝子のエクソン10に存在する。AMHR2 遺伝子の変異（PMDS 2型）では、AMHR2が産生されないか、産生量が不足するか、欠損するか、ミュラー管がAMHに対して抵抗性を示すかのいずれかである。
PMDSは常染色体劣性遺伝する。男性はX染色体の変異コピーを母方の遺伝子から受け継ぐが、これは母親が保因者であり症状を示さないことを意味する。女性は2つの変異遺伝子を受け継いでも、PMDSの症状を示さない。男性は核型 (46、XY) の遺伝子型であり罹患する。

## 診断
ミュラー管遺残症候群（PMDS）は、男性の性的発達に関連する先天性疾患である。PMDSは通常、核型（46、XY）の表現型的に正常な男性に発症し、仮性半陰陽の一形態である。
この病態は男性に発生し、正常な機能を持つ男性生殖器官と生殖腺だけでなく、子宮や卵管などの女性の生殖器官も存在する。胎児には、副生殖器官を形成する2つの管（中腎管 (ウォルフ管) と中腎傍管 (ミュラー管)）がある。通常、ウォルフ管は男性生殖器（特に精巣、精巣上体、精管）を、ミュラー管は女性生殖器（卵管、子宮、膣）を生じ、もう一方の管は退縮する。PMDSでは、抗ミュラー管ホルモンのシグナル伝達経路に異常があるため、男性においては冗長なミュラー管が残存し、様々な発達段階の女性生殖器が生じる。
PMDSには、AMHまたは受容体の異常に関連した様々な原因がある。例えば、AMHが合成されない、分泌されない、間違った時期に分泌される場合などである。通常、妊娠第7週にはミュラー管とウォルフ管の両方が存在する。妊娠第7週の終わりから第8週の初めにかけて、セルトリ細胞からAMHが分泌され、胎児の発育過程で雄性分化が起こる。AMH分子はAMHRII（抗ミュラー管ホルモン受容体II型）と結合し、ミュラー管を退行させる。ライディッヒ細胞はテストステロンを分泌し、精巣上体、精管、精嚢などの構造を誘導することによって、男性分化のプロセスを進行させる。しかし、PMDS患者では、AMH分泌（PMDS I型）またはAMH受容体（PMDS II型）の異常により、ミュラー管は退縮することなく存続する。PMDSは通常、鼠径ヘルニアの手術中や成人男性不妊の原因検索中に偶然発見される。

### その他の診断検査

#### 遺伝子検査
PMDSを確認するもう一つの方法は遺伝子検査である。遺伝子検査は検査期間と費用がかかるため、通常は好まれていない。超音波検査やMRI検査などの画像検査により、PMDSを効率的に確認することができる。遺伝子検査は、変異遺伝子を持つ人を特定し、家族の可能性とリスクを特定し、妊娠を希望する人に助言することができる。遺伝カウンセリングと更なる遺伝学的検査は、個人の子孫が突然変異遺伝子のペアを獲得する可能性とリスクを確認するために提供される。家系図や遺伝についてのさらなる研究も可能であろう。

#### ELISA
ELISAは免疫学的検査の一種であり、抗体または抗原を用いて特定の物質の存在を同定する技術である。PMDSの場合、ELISA検査は男性の血清中のAMH濃度の測定に用いられるが、通常、AMHは思春期前の濃度が高いため、ELISAはこの時期にのみ有効である。PMDS患者は血清中のAMH濃度が低く、テストステロン濃度も低い。

## 治療
ミュラー管遺残症候群は身体的合併症を引き起こすことはなく、新生児に危険を及ぼすこともない。新生児の手術は失敗率が高く、子宮組織は健康であることが多い。世界保健機関（WHO）の標準的なケアは、子供がインフォームド・コンセントに参加できる年齢になるまで手術を保留することである。新生児にインターセックス性器治療を行うことは、WHO等から人権侵害と見做されている。
主な治療法は開腹手術で、近代的で侵襲の少ない手術である。開腹手術では、精巣を陰嚢内に適切に配置し（精巣固定術）、ミュラー管構造、子宮、卵管を摘出する。子宮や卵管は後腹膜の高い位置にあるため、場合によっては保存不可能なこともある。この手術では通常、子宮を摘出し、精管と精巣上体からミュラー管組織を切り離して、受胎可能性を向上させる。性自認が男性であり、精巣を固定できない場合は、通常、思春期にテストステロン補充が必要となる。最近では、不妊の可能性を改善し、腫瘍組織の形成を防ぐ解決策として、腹腔鏡下子宮摘出術が提供されている。手術の対象年齢を決めることで、精管を損傷するリスクを減らすことができる。精管はミュラー構造と近接しており、子宮壁に留まっていることもある。
PMDS患者は、速やかに手術を受けなければ、将来不妊症になる可能性がある。PMDSに罹患した男性が成人した場合、精液中に血液が混じっていることに気付く可能性がある（血精液症）。ミュラー管組織と停留精巣が癌化することもあるが、これは極めて稀である。PMDSが成人期に発見された場合、あるいは手術のリスクのためにミュラー管組織を残さざるを得なかった場合、残ったミュラー管組織の生検で経過観察する。病理組織学的に観察すると、子宮内膜組織は萎縮し、卵管は線維化の徴候を示して鬱血し始めている。

## 疫学
PMDSは比較的稀な先天性疾患である。現在のデータでは、既知の症例の約45％は、19番染色体上のAMH 遺伝子の突然変異によるものである（I型PMDS）。約40％は12番染色体上にあるAMH受容体2型遺伝子のAMHR2 変異によるものである（2型PMDS）。残りの15%は特発性PMDSと呼ばれている。

## 症例報告
特に21世紀以前は、近代的な画像診断機能がなかったために、これらの疾患の診断は困難であった。そのため、高齢の人々や貧しい国の人々については、発見が遅れていた。停留精巣や鼠径ヘルニアなどの外見的な症状だけが診断され、PMDSは見過ごされていた。
2013年に報告された症例は、テストステロン値が低く、コレステロール値が高く、先天的に右の精巣がない50歳の男性である。画像診断の結果、子宮や卵巣に類似した構造を持つ3つの嚢胞性腫瘤があり、PMDSであることが判明した。手術中、外科医はPMDSに長期間気付かれなかった場合に起こるミュラー管組織の悪性変性を発見した。この男性患者にみられた合併症の原因は、出生時からの両側性停留精巣であったが、当時の医師は、これを「先天的に右の精巣がない」だけと考えていた。PDMSの症状を見過ごすと、この男性患者のように、不妊症や将来の悪性腫瘍といった永続的な悪影響を引き起こす可能性がある。ミュラー管組織の悪性変性は、この男性患者の不妊の原因を裏付ける証拠である。